# Elecciones al Senado de Argentina de 1941
Las Elecciones al Senado de la Nación Argentina de 1941 fueron realizadas a lo largo del mencionado año por las Legislaturas de las respectivas provincias para renovar 10 de las 30 bancas del Senado de la Nación.
Dado el golpe de Estado de 1943, ninguno de los electos en esta elección finalizó su mandato. Las notas aclaratorias se emplean solo para los senadores que vieron interrumpido su mandato antes del golpe

## Cargos a elegir
| Provincia           | Senado    | Senado    |
| Provincia           | Senadores | A renovar |
| ------------------- | --------- | --------- |
| Buenos Aires        | 2         | 1         |
| Capital Federal     | 2         | —         |
| Catamarca           | 2         | 1         |
| Córdoba             | 2         | 1         |
| Corrientes          | 2         | 1         |
| Entre Ríos          | 2         | —         |
| Jujuy               | 2         | 1         |
| La Rioja            | 2         | 1         |
| Mendoza             | 2         | 1         |
| Salta               | 2         | —         |
| San Juan            | 2         | 1         |
| San Luis            | 2         | 1         |
| Santa Fe            | 2         | —         |
| Santiago del Estero | 2         | —         |
| Tucumán             | 2         | 1         |
| Total               | 30        | 10        |

## Resultados
| Partido | Partido                             | Bancas |
| ------- | ----------------------------------- | ------ |
|         | Partido Demócrata Nacional          | 7/10   |
|         | Unión Cívica Radical                | 1/10   |
|         | Partido Autonomista de Corrientes   | 1/10   |
|         | Unión Cívica Radical Concurrencista | 1/10   |

## Resultados por provincia
| Provincia    | Senador electo           | Partido | Partido                             |
| ------------ | ------------------------ | ------- | ----------------------------------- |
| Buenos Aires | Alberto Barceló          |         | Partido Demócrata Nacional          |
| Catamarca    | Aurelio Simón Acuña      |         | Partido Demócrata Nacional          |
| Córdoba      | Gabriel A. Oddone        |         | Unión Cívica Radical                |
| Corrientes   | Pedro Díaz Colodrero (h) |         | Partido Autonomista de Corrientes   |
| Jujuy        | Plinio Zabala            |         | Partido Demócrata Nacional          |
| La Rioja     | Félix de la Colina       |         | Partido Demócrata Nacional          |
| Mendoza      | Armando J. Guevara Civit |         | Partido Demócrata Nacional          |
| San Juan     | Santiago S. B. Graffigna |         | Partido Demócrata Nacional          |
| San Luis     | Laureano Landaburu       |         | Partido Demócrata Nacional          |
| Tucumán      | Rufino Cossio            |         | Unión Cívica Radical Concurrencista |

1. ↑  Falleció el 4 de agosto de 1942, lo reemplaza Elías Abad (PACo) el 15 de septiembre de 1942.
2. ↑  Renunció el 18 de febrero de 1943, no fue reemplazado.